# Let Me Love
Let Me Love는 조성모 3집으로 알려져 있는 조성모의 정규 음반이다. 타이틀곡은 아시나요이다. 2000년 9월 1일 발매되었다.

## 수록곡
| #   | 제목                       | 작사           | 작곡   | 편곡   | 재생 시간 |
| --- | -------------------------- | -------------- | ------ | ------ | --------- |
| 1.  | 〈아시나요〉               | 강은경         | 이경섭 | 이경섭 | 5:28      |
| 2.  | 〈다짐〉                   | 이승호         | 이경섭 | 이용민 | 4:01      |
| 3.  | 〈레테의 강〉              | 이승호, 나용권 | 이경섭 | 이경섭 | 5:25      |
| 4.  | 〈다음 사람에게는〉        | 강은경         | 이경섭 | 황세준 | 4:30      |
| 5.  | 〈고백〉                   | 조규만, 조성모 | 조규만 | 조규만 | 4:16      |
| 6.  | 〈어린 왕자의 사랑이야기〉 | 조성모         | 조성모 | 최태완 | 4:05      |
| 7.  | 〈해와 달〉 (To The Moon)  | 강은경         | 이경섭 | 이경섭 | 4:22      |
| 8.  | 〈My Love〉                | 이승호         | 양정승 | 양정승 | 4:18      |
| 9.  | 〈Promise〉 (약속)         | 조규만, 박인혜 | 조규만 |        | 4:41      |
| 10. | 〈마지막 사랑〉            | 조성모         | 양정승 | 양정승 | 4:28      |
| 11. | 〈나와 함께〉              | 그레이         | 황세준 | 황세준 | 3:27      |
| 12. | 〈내 고마운 사람에게〉     | 조성모         | 조성모 | 황세준 | 3:59      |
| 13. | 〈영혼〉 (Ghost)           | 이승호         | 조규만 |        | 4:39      |
| 14. | 〈다짐〉 (Remix Ver.)      | 이승호         | 이경섭 | 이용민 | 3:39      |

## 같이 보기
- 조성모